# جبل مسعود (السدة)

تعديل مصدري - تعديل

جبل مسعود هي إحدى قرى عزلة العرافة بمديرية السدة التابعة لمحافظة إب، بلغ تعداد سكانها 245 نسمة حسب تعداد اليمن لعام 2004.